# Жан-Марі Доре
Жан-Марі Доре (фр. Jean-Marie Doré; 12 червня 1938 — 29 січня 2016) — гвінейський політик, прем'єр-міністр країни упродовж 2010 року.

## Життєпис
Вивчав право у Ліоні. 1970 року почав працювати в Міжнародній організації праці у Женеві. 1988 року повернувся до Гвінеї.
На початку 1990-их років заснував опозиційну партію Союз за прогрес (СЗП), яку представляв на президентських виборах 1993 та 1998 років. 1998 здобув тільки 1,7 % голосів виборців. На парламентських виборах 2002 року його партія була єдиною з опозиційних, що не бойкотували вибори. У подальшому СЗП відмовилась від місць, які отримала.
28 вересня 2009 року в столиці країни Конакрі відбулись заворушення, коли військовиками було жорстоко придушено виступи опозиції. При цьому понад 150 осіб загинуло, а самого Доре було поранено.
Після того як у грудні 2009 чинний президент Камара був серйозно поранений під час замаху, його обов'язки перейшли до Секуби Конате. Він провів термінові перемовини з опозицією щодо створення перехідного уряду. 19 січня 2010 Конате доручив Доре сформувати кабінет, мета якого полягала в тому, щоб підготувати демократичні вибори, що мали пройти за шість місяців.
24 грудня того ж року на посту глави уряду його замінив Мохаммед Саїд Фофана.